# Atletismo nos Jogos Pan-Americanos de 1979 - 800 m feminino
A prova dos 800 m feminino nos Jogos Pan-Americanos de 1979 foi realizada em San Juan, Porto Rico.

## Medalhistas
| Ouro                            | Prata                          | Bronze                  |
| Essie Kelley USA Estados Unidos | Julie Brown USA Estados Unidos | Aurelia Pentón CUB Cuba |

## Resultados
| Posição           | Nome                | Nacionalidade      | Tempo  | Notas |
| ----------------- | ------------------- | ------------------ | ------ | ----- |
| Medalha de ouro   | Essie Kelley        | USA Estados Unidos | 2:01.2 |       |
| Medalha de prata  | Julie Brown         | USA Estados Unidos | 2:01.2 |       |
| Medalha de bronze | Aurelia Pentón      | CUB Cuba           | 2:02.1 |       |
| 4                 | Anne Mackie-Morelli | CAN Canadá         | 2:03.0 |       |
| 5                 | Nery McKeen         | CUB Cuba           | 2:05.4 |       |
| 6                 | Alejandra Ramos     | CHI Chile          | 2:06.2 |       |
| 7                 | Brit McRoberts      | CAN Canadá         | 2:06.7 |       |
| 8                 | Soraya Telles       | BRA Brasil         | 2:07.3 |       |